# Knowledge
Knowledge è una canzone hardcore punk del gruppo ska punk degli Operation Ivy. La canzone, scritta da Jesse Michaels, apre il primo album full-length della band. Ad un concerto Jesse la introdusse dicendo: "This song is called Knowledge, and it's about growing up.", e cioè: "Questa canzone si chiama Knowledge (conoscenza) e parla della crescita.".
Knowledge è una delle canzoni più famose del gruppo e diversi artisti ne hanno eseguita una cover tra cui:
- I Green Day nel loro EP Slappy, nella loro compilation 1,039/Smoothed Out Slappy Hours e in numerose apparizioni dal vivo
- The Aquabats per la compilation: Take Warning, a tribute to Operation Ivy
- I Millencolin nella compilation The Melancholy Collection
- Gli Evergreen Terrace

La canzone non diventò mai un singolo in quanto la band si sciolse nel 1989, cioè nello stesso anno in cui venne inciso l'album. Di conseguenza gli Operation Ivy non firmarono mai per una major e quindi non ricevettero la pubblicità necessaria.